# Saint-Pabu
Saint-Pabu é uma comuna francesa na região administrativa da Bretanha, no departamento Finisterra. Estende-se por uma área de 9,94 km². Em 2010 a comuna tinha 2 134 habitantes (densidade: 214,7 hab./km²).